# Reusable Learning Object
Reusable Learning Object (RLO) steht für wiederverwendbares Lernobjekt.
Lernobjekte als atomare Informationseinheiten (zum Beispiel kurze Instruktionstexte, Grafiken, Videos) werden zu RLOs kombiniert und können in Lernmanagementsystemen oder Learning Content Management Systemen verwaltet und genutzt werden. Um Wiederverwendbarkeit von Lernobjekten zu erreichen, sollten diese mit entsprechenden Metadaten versehen werden. Auszeichnung von Lernobjekten mit Metadaten soll es Autoren von Kursmaterialien erleichtern, brauchbare Lernobjekte zu finden und neu zusammenzustellen. Idealerweise können so ganze Kurse oder Lehrgänge auf existierenden Materialien aufgebaut werden, es ist aber in der Praxis zu erwarten, dass der Zusammenstellung von Lernobjekten eine Überarbeitung durch den Kursautor folgen muss, damit die Materialien kohärent und somit für die Lernenden verständlich sind.
Gängige Metadaten-Schemata für Lernobjekte sind LOM oder Dublin Core.

## Eigenschaften von RLOs

### Granularität
Der Grad der Wiederverwendungsmöglichkeiten hängt in hohem Maße von der Granularität der RLOs ab. Ein guter Grad an Granularität ist erreicht, wenn das einzelne RLO als kleine Lerneinheit verstanden werden kann. Zu berücksichtigen ist aber, dass die RLOs nicht zwingend in sequenzieller Reihenfolge durchlaufen werden. Es können also keine Annahmen über mögliche Vorkenntnisse aus anderen RLOs getroffen werden. Problematisch ist dies in Fächer wie Mathematik, wo man eine gewisse Notation und Definitionsraum voraussetzen muss.

### Konsistenz und Kohärenz
Konsistenz und Kohärenz sind wichtige Charakteristika von Texten im Allgemeinen und von Instruktionstexten im Besonderen. Probleme bei der Wahrung von Konsistenz und Kohärenz können dann entstehen, wenn Texte verschiedener Autoren mit ihren verschiedenen Stilen zusammengeführt werden sollen. Die sich daraus ergebenden Inkonsistenzen und Inkohärenzen stellen einer der größten Probleme bei der Wiederverwendung von Lerninhalten durch Kombination verschiedener Quellen dar. Beim heutigen Stand der Technik können diese Mängel an den Kursmaterialien nur manuell behoben werden, es wird jedoch an sprachtechnologischen Lösungen dieses Problems gearbeitet.

### Kontextfreiheit
Die zentrale Motivation für die Benutzung von RLOs ist die Möglichkeit, ein einzelnes RLO in verschiedenen Lerneinheiten, Kursen und Lehrgängen einsetzen zu können. Ein RLO darf demnach nicht auf einen bestimmten Kontext zugeschnitten bzw. ausgerichtet sein, da die Lerneinheit selbst erst für den entsprechenden Lernkontext sorgt.
Kontextfreiheit kann man erreichen, durch zum Beispiel:
- neutrale Wortwahl und Sprachstil
- keine Bezüge zu regionalen Besonderheiten
- Vermeiden von Referenzen auf zuvor Erwähntes und von anaphorischen Bezügen die aus dem lokalen Kontext weisen
- expliziten Bezug von verwendeten Fachtermen auf Definitionen in einem separaten Glossar

(vgl. Buschart, 2002)
Es ist bisher nicht erwiesen, ob die Dekontextualisierung und Rekontextualisierung von instruktiven Texten ohne großen Aufwand, der etwa dem der Neuerstellung eines solchen Textes entspricht, möglich ist.

## Vorteile von RLOs
Insbesondere bei der Planung und Gestaltung größerer Lerneinheiten kommen die Vorteile von RLOs zum Tragen.

### Klarheit im Konzept
Die Unterteilung einer bisher gelehrten homogenen Lerneinheit in viele RLOs soll die Autoren dazu motivieren, die Lehrinhalte nochmals zu analysieren und zusammenhängende Inhalte herauszuarbeiten. Diese Analyse kann dazu beitragen, dass die abschließende Lerneinheit besser strukturiert ist.

### Anpassbarkeit
Binnendifferenzierung in einer Lerngruppe ist nicht erst seit PISA als wichtiges pädagogisches Konzept bekannt. Eine Anpassung des Niveaus des Lerninhalts an die Fähigkeiten der Schülerinnen und Schüler, diesen Lernstoff aufzunehmen und in eigenes Wissen zu „verwandeln“, ist heute der Anspruch an einen motivierenden und medienaktiven Unterricht. Dies ist aber extrem schwer zu realisieren, weil die Kenntnisstände und Fähigkeiten der Lernenden nicht objektiv messbar sind. Auf Lerngewohnheiten, Stärken und Schwächen könnte gezielt eingegangen werden, wenn im über das Lernmanagementsystem (LMS) vermittelten Unterricht einzelne RLOs differenziert ausgetauscht oder anders in den Gesamtkontext eingebunden werden könnten. In der Praxis werden LMS jedoch meist nur als Speicherorte für Material wie Skripte oder Folien genutzt und seltener als Lernumgebungen.

### Interoperabilität
Die Standardisierungsbemühungen der einzelnen E-Learning-Interessenpartner aus Wirtschaft, Wissenschaft und Verwaltung zeigen, dass dem Aufbau und Betrieb größerer zentraler RLO-Repositories große Bedeutung beigemessen wird. Durch E-Learning-Standards soll sichergestellt werden, dass RLOs zwischen verschiedenen LMS austauschbar sind.

### Standardisierungsprojekte
- IMS-Projekt
- ARIADNE EU-Projekt
- Aviation Industry CBT Committee – das Aviation Industry Computer Based Training Committee
- Advanced Distributed Learning Initiative
- EML – die Educational Modeling Language der Open University der Niederlande
- IEEE LTSC – das Learning Technology Standards Committee des IEEE
- SCORM – das Shareable Content Object Reference Model